# Mirosław Grzęda
Mirosław Józef Grzęda (ur. 24 kwietnia 1941, zm. 18 września 2019 w Lublinie) – polski lekarz weterynarii, farmaceuta, przedsiębiorca i samorządowiec, w latach 2005–2006 przewodniczący sejmiku lubelskiego.

## Życiorys
Syn Wacława i Heleny. Z zawodu lekarz weterynarii, w 1967 został absolwentem Akademii Rolniczej w Lublinie. Zasiadał w prezydium Izby Lekarsko-Weterynaryjnej w Lublinie. Swoją karierę zawodową związał ze spółką farmaceutyczną Biowet Puławy. Przez 11 lat kierował w niej oddziałem wytwarzania szczepionek. Od 1980 był dyrektorem ds. produkcji, a od 1991 dyrektorem naczelnym. Zainicjował prywatyzację przedsiębiorstwa poprzez akcjonariat pracowniczy. W czasie pracy w Biowecie stworzył 16 leków. Zdobył tytuł „Złotego Inżyniera” i Agrobiznesmena w roku 2002.
W wyborach samorządowych w 2002 został wybrany radnym sejmiku lubelskiego z list Ligi Polskich Rodzin, otrzymując 8693 głosy. Pełnił funkcję przewodniczącego sejmiku w II kadencji od 2005, w 2006 bezskutecznie próbowano go odwołać. W 2006 ponownie kandydował z list LPR, jednak nie uzyskał reelekcji. W 2007 jako kandydat bezpartyjny wystartował do Sejmu z listy Polskiego Stronnictwa Ludowego. Powrócił później do Biowetu Puławy, którym kierował do 2007, gdy przeszedł na emeryturę. Trzy lata później ponownie został prezesem zarządu.
W 1995 otrzymał Krzyż Kawalerski Orderu Odrodzenia Polski.